# Neutraubling
Neutraubling – miasto w Niemczech, w kraju związkowym Bawaria, w rejencji Górny Palatynat, w regionie Ratyzbona, w powiecie Ratyzbona. Leży około 10 km na wschód od Ratyzbony, przy autostradzie A3 i drodze B8.

## Demografia
| Rok  | Liczba mieszkańców |
| ---- | ------------------ |
| 1947 | 73                 |
| 1951 | 1 296              |
| 1960 | 3 755              |
| 1976 | 6 614              |
| 1988 | 10 036             |
| 2003 | 12 950             |
| 2004 | 13 270             |
| 2005 | 13 509             |